# Mangora botelho
Mangora botelho là một loài nhện trong họ Araneidae.
Loài này thuộc chi Mangora. Mangora botelho được Herbert Walter Levi miêu tả năm 2007.